# Farsø/Ullits IK
Farsø-Ullits Idrætsklub af 1904 (eller FUIK) er en dansk fodboldklub hjemmehørende i Farsø, Nordjylland. Klubben blev stiftet i 1904, og havde dermed 100 års jubilæum i 2004, hvor der i denne sammenhæng blev udgivet en jubilæumsbog.

## Historie

### Før 1950
I 1904 flyttede Søren Mortensen Sørensen fra Vester Hornum til Farsø, hvor der ikke skulle gå mange måneder, før han fik stiftet fodboldklubben Farsø Boldklub. I de første mange år af klubbens levetid spillede holdet i kampe i VIF-regi, hvor Farsø flere gange vandt faneturneringen. I slutningen af 1920'erne lagde klubben i davle i et par år, men i starten af 1930'erne blev der pustet liv i klubben igen, denne gang under navnet Farsø Idrætsklub. I 1935 kunne formand, slagter A. Møller, indvie et nyt og flot stadion ved søanlægget i Farsø. Et sted mellem 1500 og 2000 tilskuere dukkede op for at overvære en opvisningskamp mellem Skives mellemrækkehold og et sammensat hold fra hele Vesthimmerland. Herefter mødtes et sammensat hold fra Aalborg et sammensat hold fra Aarhus.

### Efter 1950

#### De gyldne år
Da Farsø/Ullits IK i 1965 rykkede op i Serie 2, blev ambitionerne virkelig understreget - målet var intet mindre end Serie 1. Dette lykkedes dog først i 1979, efter at have været meget tæt på i flere år. Samme år blev førsteholdet Jyske Mestre i Serie 2. Og det var ikke uden grund, for det blev kun til én sæson i Serie 1, da holdet herefter rykkede direkte op i Jyllandsserien. Det blev til hele 10 sæsoner i træk i Jyllandsserien, inden Farsø/Ullits IK igen måtte se nedad i rækkerne. Det blev til to nedrykninger i træk, hvorefter Farsø/Ullits IK spillede i Serie 2 igen.

#### Nyt stadion
I begyndelsen af 1970'erne fik Farsø sin egen idrætshal, hvilket man ville have kombineret med fodboldbaner. Løsningen blev at bygge et nyt idrætsanlæg på ved den nye Farsø Hallen. I denne forbindelse fik Farsø/Ullits IK nyt klublokale under den nye idrætshal. I dag har idrætshallen skiftet navn til Dronning Ingrids Hallerne, og består bl.a. af en opvisningshal, træningshal, gymnastiksal, svømmehal, motionscenter, cafeteria, mødesal, mødelokaler og selvfølgelig fodboldbanerne omkring hallerne, hvilket inkluderer en helt ny kunststofbane samt streetfodboldbane.

#### Sammenlægningen
I efteråret 1973 blev fodboldafdelingen i Ullits Gymnastikforening en del af Farsø Idrætsklub, og navnet blev skiftet til Farsø/Ullits IK.

#### Elitefodbold Farsø
I 1996 lancerede Farsø/Ullits IK et nyt sponsorkoncept ved navn Elitefodbold Farsø. Dette betød rent økonomisk at førsteholdet blev en selvstændig del af klubben. Formålet med dette var, at knytte sponsorerne tættere på klubben, samt sportslig fremgang. Målet var at man ville tilbage i fodboldens Jyllandsserie inden år 2000, hvilket lykkedes, da man i sidste kamp i 1999-sæsonen sikrede sig oprykningen fra Serie 1. Denne gang blev det til 4 sæsoner i JBU's fornemmeste række, inden det igen blev til en tur i Serie 1, hvor klubbens førstehold var at finde i jubilæumssæsonen.

## Profiler

### Niels Chr. Jørgensen
Op gennem 1980'erne fostrede ungdomsafdelingen et par store talenter, herunder målmand Niels Chr. Jørgensen, som nåede at spille på AaB Fodbold's superligahold, samt med det danske OL-landshold til Barcelona i 1992.

### Tvillingerne Borup
Tvillingerne Søren og Jacob Borup var med på Farsø/Ullits IK's juniorhold, der i 1998 vandt det jyske mesterskab. Tvillingerne rykkede herefter til Viborg og senere blev Søren Borup en flittig målscorer for bl.a. Skive, Horsens og Esbjerg.

### Thomas Rosengreen
Det var ikke kun Søren og Jacob Borup der var store talenter i netop denne årgang. I samme årgang spillede Thomas Rosengreen, som skiftede til AaB Fodbold, hvor det blev til kampe for superligaholdet.

### Per Krøldrup
Den tidligere landsholdsspiller Per Krøldrup fik sin fodboldopvækst i Farsø/Ullits IK, og var i klubben indtil han var 2. års junior. Han skiftede til Aalborg Chang, hvorefter han fandt vej til Boldklubben af 1893 i København. Engelske Arsenal var i flere omgange yderst interesserede i den tidligere FUIK-spiller, men i stedet blev det en tur til Udinese Calcio i Serie A. Efter at have været 4 år i Udinese Calcio, blev det til et kort stop i Everton F.C., hvorefter tog han turen til den italienske traditionsrige klub ACF Fiorentina, hvor det blev til 117 optrædener. Derudover blev det til 33 A-landskampe for Danmark.

### Jimmy Høyer
En af Per Krøldrups barndomsvenner, Jimmy Høyer, prøvede sig også af på professionelt plan. Det blev til en tur til bl.a. AaB Fodbold, Aarhus Fremad og AGF Aarhus. Jimmy Høyer spiller på nuværende tidspunkt i den islandske klub Knattspyrnufélagið Víkingur, som spiller i den bedste islandske fodboldrække, og blev i 2014 nr. 4, hvilket gav klubben en række europæiske kampe.

### Mads Øland
Den nuværende formand for Spillerforeningen, Mads Øland skiftede, som førsteårs senior fra sin barndomsklub Nørager/Rørbæk IF til Farsø/Ullits IK, hvor han spillede på klubbens førstehold i Jyllandsserien i starten af 1980'erne, inden han i 1985, som 20-årig skrev professionel kontrakt med Viborg FF og senere KB, Vanløse IF og B93.